# 萧采瑜
萧采瑜（1903年7月25日—1978年），男，山东胶南人，中国昆虫分类学家、教育家，南开大学教授。

## 家庭
妻子綦秀蕙为植物学家。